# 6. Königlich Bayerische Feldartillerie-Brigade
Die 6. Feldartillerie-Brigade war ein Großverband der Bayerischen Armee.

## Geschichte
Der Großverband wurde am 1. Oktober 1901 durch Umbenennung der 3. Feldartillerie-Brigade errichtet. Sie war Teil der 6. Division und hatte ihr Kommando in Nürnberg.
Die Brigade wurde zu Beginn des Ersten Weltkriegs im Rahmen der 6. Armee an der Westfront eingesetzt.
Im weiteren Kriegsverlauf wurde durch das stellvertretende Generalkommando des III. Armee-Korps gemäß Verordnung des Kriegsministeriums vom 22. Februar 1917 aus dem Kommando der Artillerie-Kommandeur Nr. 6 gebildet.
Nach Kriegsende kehrte das Kommando am 27. Dezember 1918 in die Heimat zurück, wurde dort demobilisiert und schließlich Ende Dezember 1918 in Nürnberg aufgelöst.

## Unterstellung
Der Brigade war vor Beginn des Ersten Weltkriegs die folgenden Einheiten unterstellt:
- 3. Feldartillerie-Regiment „Prinz Leopold“ in Grafenwöhr
- 8. Feldartillerie-Regiment „Prinz Heinrich von Preußen“ in Nürnberg
- 3. Train-Abteilung in Fürth

### 25. März 1918
- 3. Feldartillerie-Regiment „Prinz Leopold“
- II. Abteilung/1. Fußartillerie-Regiment „vakant Bothmer“

## Kommandeure
| Dienstgrad          | Name                            | Datum                               |
| ------------------- | ------------------------------- | ----------------------------------- |
| Oberst/Generalmajor | Friedrich Lobenhoffer           | 01. Oktober 1901 bis 8. April 1905  |
| Generalmajor        | Luitpold von Horn               | 10. April 1905 bis 18. Mai 1906     |
| Oberst/Generalmajor | Gustav Scanzoni von Lichtenfels | 19. Mai 1906 bis 23. April 1911     |
| Generalmajor        | Otto von Gyßling                | 24. April 1911 bis 16. Februar 1915 |
| Generalmajor        | Arthur Merlack                  | 17. Februar 1915 bis 28. April 1917 |
| Generalmajor        | Karl von Bomhard                | 29. April 1917 bis Dezember 1918    |